# 南环路街道 (平顶山市)
南环路街道，是中华人民共和国河南省平顶山市湛河区下辖的一个乡镇级行政单位。

## 行政区划
南环路街道下辖以下地区：
建兴社区、公交社区、公园社区、车站社区、光东社区、河滨社区、东风社区、程庄社区和牛庄村。